# Illit
ILLIT (em coreano: 아일릿; romaniz.: Aillit; estilizado em letras maiúsculas) é um girl group sul-coreano formado pela Belift Lab, uma sub-gravadora da Hybe através do programa de competição de sobrevivência de 2023 da JTBC R U Next?. O grupo é composto por cinco integrantes: Yunah, Minju, Moka, Wonhee e Iroha.

## Nome

Logo oficial do Illit

O nome, ILLIT (em inglês: I'll it; romaniz.: lit. "anteriormente") foi introduzido durante a transmissão ao vivo do episódio final do R U Next?. No episódio, foi explicado que o nome "representa a escolha do seu próprio verbo para colocar entre I'll e It", transmitindo a capacidade dos integrantes de agir e tomar decisões de forma independente.

## História

### 2023–2024: Atividades de pré-estreia e formação atravésR U Next?
A série da JTBC R U Next? foi ao ar em dez episódios de 30 de junho a 1º de setembro de 2023, nos quais 22 concorrentes competiram para estrear em um girl group de seis membros pela Belift Lab, seu primeiro girl group e o terceiro girl group a estrear pela Hybe, depois de LE SSERAFIM e NewJeans. O episódio final viu a formação da formação de seis integrantes do grupo, sendo duas integrantes selecionadas pelo público e quatro selecionadas pelos produtores da empresa. A escalação final de Wonhee, Youngseo, Minju, Iroha, Moka e Yunah foi revelada no final da transmissão. Em 5 de janeiro de 2024, a Belift Lab anunciou que Youngseo estava deixando o grupo. Anteriormente, Youngseo e Belift Lab discutiram as atividades futuras dela e de seu grupo e decidiram, de comum acordo, rescindir seu contrato.

### 2024–presente: Estreia comSuper Real Me
Em 13 de fevereiro, a Belift Lab confirmou que Illit estreará em março. Em 21 de fevereiro, foi confirmado novamente que Illit estreará em 25 de março com seu primeiro EP, com o presidente da Hybe, Bang Si-hyuk, participando como produtor de seu álbum. No dia 26 de fevereiro, a agência anunciou o nome do primeiro EP de Illit Super Real Me, com pré-encomendas abrindo no mesmo dia do anúncio. Em 28 de fevereiro, Illit fez sua primeira aparição pública como grupo no desfile do Acne Studios durante a Paris Fashion Week, tornando-os o primeiro artista de K-pop a aparecer no evento antes de sua estreia oficial. A lista de faixas de Super Real Me foi revelada uma semana depois, em 9 de março, com "Magnetic" servindo como single principal. Um total de quatro faixas, incluindo "Magnetic", seriam lançadas. As outras três faixas do álbum são "My World", "Midnight Fiction" e "Lucky Girl Syndrome". O teaser do videoclipe de seu single de estreia, "Magnetic", foi lançado oficialmente em 22 de março.
"Magnetic" se tornou o primeiro single de estreia de um girl group de K-pop a entrar na parada global do Spotify no mesmo dia de seu lançamento. Super Real Me registrou vendas de mais de 380.000 cópias em todo o mundo na primeira semana de lançamento.

## Endossos
Em março de 2024, Illit foram selecionados como os novos rostos da última campanha global SS24 do Acne Studios. Elas tambem viraram embaixadoras da Bioderma, Spotify 'Equal' em Outubro de 2024, e Crocs em Junho de 2024, em Fevereiro de 2025 foi divulgado que Moka e Iroha viraram embaixadoras solos da La Roche-Posay Japan.

## Integrantes
- Yunah (em coreano:  윤아), nascida Noh Yun-ah (em coreano:  노윤아) na Coreia do Sul em 15 de janeiro de 2004 (21 anos).[20]
- Minju (em coreano:  민주), nascida Park Min-ju (em coreano:  박민주) na Coreia do Sul em 11 de maio de 2004 (21 anos).[20]
- Moka (em coreano:  모카; em japonês:  もか), nascida Sakai Moka (em coreano:  사카이 모카; em japonês:  さかい もか) no Japão em 8 de outubro de 2004 (20 anos).[20]
- Wonhee (em coreano:  원희), nascida Lee Won-hee (em coreano:  이원희) na Coreia do Sul em 26 de junho de 2007 (18 anos).[20]
- Iroha (em coreano:  이로하; em japonês:  いろは), nascida Hokazono Iroha (em coreano:  호카조노 이로하; em japonês:  外園 いろは) no Japão em 4 de fevereiro de 2008 (17 anos).[20]

## Discografia

### Extended plays
| Título        | Detalhes | Melhores posições nas paradas | Melhores posições nas paradas | Melhores posições nas paradas | Melhores posições nas paradas | Melhores posições nas paradas | Vendas                           |
| Título        | Detalhes | COR                           | JAP                           | JAP Hot                       | EUA                           | EUA World                     | Vendas                           |
| ------------- | --- | ----------------------------- | ----------------------------- | ----------------------------- | ----------------------------- | ----------------------------- | -------------------------------- |
| Super Real Me | - Lançamento: 25 de março de 2024 - Gravadora: Belift Lab, YG Plus - Formatos: CD, download digital, streaming | 3                             | 3                             | 3                             | 93                            | 2                             | - : 693,310 - : 31,980 - : 4,000 |

### Singles
| Título     | Ano  | Melhores posições nas paradas | Melhores posições nas paradas | Melhores posições nas paradas | Melhores posições nas paradas | Melhores posições nas paradas | Melhores posições nas paradas | Melhores posições nas paradas | Melhores posições nas paradas | Vendas            | Álbum         |
| Título     | Ano  | COR                           | AUS                           | JAP Hot                       | NZ                            | SGP                           | UK                            | US                            | WW                            | Vendas            | Álbum         |
| ---------- | ---- | ----------------------------- | ----------------------------- | ----------------------------- | ----------------------------- | ----------------------------- | ----------------------------- | ----------------------------- | ----------------------------- | ----------------- | ------------- |
| "Magnetic" | 2024 | 1                             | 29                            | 3                             | 30                            | 1                             | 80                            | 91                            | 6                             | - : 27,935 (dig.) | Super Real Me |

### Outras canções nas paradas
| Título                | Ano  | Melhores posições nas paradas | Álbum         |
| Título                | Ano  | COR                           | Álbum         |
| --------------------- | ---- | ----------------------------- | ------------- |
| "My World"            | 2024 | 153                           | Super Real Me |
| "Lucky Girl Syndrome" | 2024 | 28                            | Super Real Me |
| "Midnight Fiction"    | 2024 | 173                           | Super Real Me |

## Videografia

### Videoclipes
| Título     | Ano  | Diretor(es) | Ref.   |
| ---------- | ---- | ----------- | ------ |
| "Magnetic" | 2024 | DQM         | [ 38 ] |

## Filmografia

### Reality shows
| Ano  | Título    | Notes                                               | Ref.  |
| ---- | --------- | --------------------------------------------------- | ----- |
| 2023 | R U Next? | Reality show que determinou as integrantes do Illit | [ 4 ] |

### Web shows
| Ano  | Título        | Notas                                    | Ref.   |
| ---- | ------------- | ---------------------------------------- | ------ |
| 2023 | I'll Like It! | Reality show de pré-estreia; 6 episódios | [ 39 ] |